# Morigerati
Morigerati község (comune) Olaszország Campania régiójában, Salerno megyében.

## Fekvése
A megye délkeleti részén fekszik. Határai: Casaletto Spartano, Caselle in Pittari, Santa Marina, Torre Orsaia és Tortorella.

## Története
Első említése a 8. századból származik. Bizánci baziliánus szerzetesek alapították. A következő századokban nemesi birtok volt. A 19. században nyerte el önállóságát, amikor a Nápolyi Királyságban felszámolták a feudalizmust.

## Népessége
A népesség számának alakulása:

## Főbb látnivalói
- San Demetrio-templom
- Castello